# 栃放エンタープライズ
株式会社栃放エンタープライズ（とちほうエンタープライズ）は栃木県宇都宮市に本社を置く番組制作プロダクションである。とちぎテレビ・とちぎテレビサービス・栃木放送の関連会社。1999年設立。

## 概要
とちぎテレビで放送する各種放送番組及びCMの制作を行うほか、ラジオ放送局の栃木放送の番組・CM制作も行っている。
また、栃木県行政・県内市町村や県内民間企業の映像制作、CMの制作、スポーツ他中継業務も行っている。
そのほか、企業向けのPR動画の作成及び、テレビ・ラジオ・シネアド等広告代理店業務も行っている。